# Lithraeus pyrrhomelas
Lithraeus pyrrhomelas là một loài bọ cánh cứng trong họ Bruchidae. Loài này được Philippi & Philippi miêu tả khoa học năm 1864.

## Hình ảnh

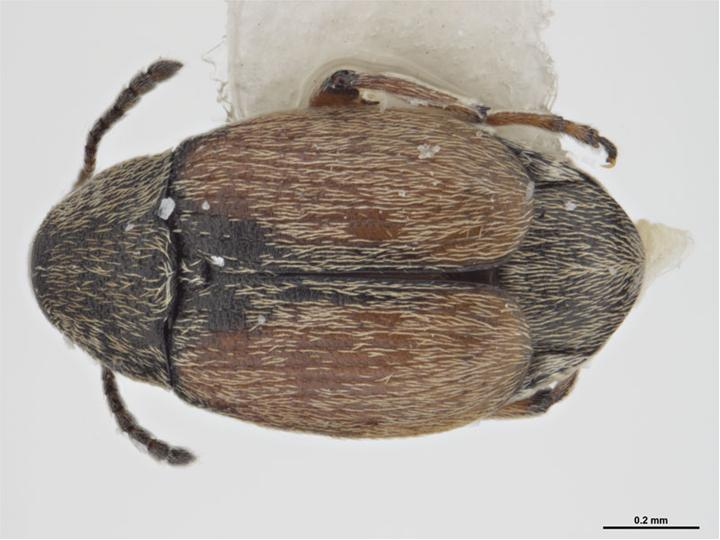